# Llewellyn Herbert
Llewellyn Herbert (né le 21 juillet 1977 à Bethal) est un athlète sud-africain spécialiste du 400 mètres haies. Double champion d'Afrique de la discipline, il s'est également illustré en remportant des médailles lors des Championnats du monde et des Jeux olympiques.

## Carrière sportive
Llewellyn Herbert fait ses débuts sur la scène internationale lors des Jeux olympiques d'été de 1996 d'Atlanta, terminant 7e de sa série de qualification. Il remporte quelques semaines plus tard la médaille d'argent du 400 m haies des Championnats du monde junior organisés à Sydney. L'année suivante, le Sud-africain se classe deuxième des Championnats du monde d'Athènes derrière le Français Stéphane Diagana, en établissant un nouveau record d'Afrique du Sud en 47 s 86 et remportant ainsi la première médaille sud-africaine de l'histoire des Championnats du monde ; il remporte en fin de saison la finale de l'Universiade d'été tenue à Catane, en Sicile.
En 2000, Herbert s'adjuge la médaille de bronze de l'épreuve du tour de piste des Jeux olympiques de Sydney remportée par l'Américain Angelo Taylor. Il réalise à cette occasion le meilleur temps de sa carrière en 47 s 81.
Il remporte les Championnats d'Afrique d'athlétisme en 2002 et 2004.

## Palmarès
| Année | Compétition                  | Lieu        | Résultat | Épreuve     | Temps   |
| ----- | ---------------------------- | ----------- | -------- | ----------- | ------- |
| 1996  | Championnats du monde junior | Sydney      | 2e       | 400 m haies | 49 s 15 |
| 1997  | Championnats du monde        | Athènes     | 2e       | 400 m haies | 47 s 86 |
| 1997  | Universiade                  | Catane      | 1er      | 400 m haies | 48 s 89 |
| 1997  | Finale du Grand Prix IAAF    | Fukuoka     | 3e       | 400 m haies | 48 s 45 |
| 2000  | Jeux olympiques              | Sydney      | 3e       | 400 m haies | 47 s 81 |
| 2001  | Goodwill Games               | Brisbane    | 2e       | 400 m haies | 48 s 93 |
| 2002  | Championnats d'Afrique       | Radès       | 1er      | 400 m haies | 49 s 76 |
| 2002  | Coupe du monde des nations   | Madrid      | 7e       | 400 m haies | 50 s 52 |
| 2003  | Championnats du monde        | Paris       | 8e       | 400 m haies | -       |
| 2004  | Championnats d'Afrique       | Brazzaville | 1er      | 400 m haies | 48 s 90 |

## Records personnels
- 400 mètres : 46 s 15 (Germiston, le 25/01/2002)
- 400 mètres haies : 47 s 81 (Sydney, le 27/09/2000)